# A Night in Tuscany
A Night in Tuscany (Toskańska noc) – pierwsze DVD wydane przez włoskiego śpiewaka Andreę Bocellego, zawierające materiały zarejestrowane podczas koncertu w 1997 w Pizie.
Podczas koncertu artysta wykonał utwory romantyczne z oper, włoskie piosenki tradycyjne oraz utwory muzyki pop. Bocelli wystąpił w duecie z Nuccią Focile, śpiewając Miserere oraz z Zucchero, uważanym za odkrywcę talentu śpiewaka. W duecie z angielską sopranistką Sarah Brightman zaśpiewał przebój Time To Say Goodbye.
DVD otrzymało podwójną platynową płytę w Stanach Zjednoczonych (Recording Industry Association of America).